# Ralph Hall
Pour les articles homonymes, voir Hall.
Ralph Moody Hall est un homme politique américain né le 3 mai 1923 à Fate (Texas) et mort le 7 mars 2019 à Rockwall (Texas). Membre du Parti démocrate puis du Parti républicain, il est élu du Texas à la Chambre des représentants des États-Unis de 1981 à 2015.

## Biographie

### Jeunesse et débuts en politique
Ralph Hall est né et a grandi dans le comté de Rockwall au Texas. Il est diplômé de l'université méthodiste du Sud en 1951, après avoir servi comme pilote de la Navy pendant la Seconde Guerre mondiale. De 1950 à 1962, il est juge de comté.
En 1962, Hall est élu au Sénat du Texas, où il siège pendant dix ans. Il quitte le Sénat pour se présenter au poste de lieutenant-gouverneur du Texas en 1972, mais il est battu dans la primaire démocrate.

### Représentant des États-Unis
En 1980, il est élu à la Chambre des représentants des États-Unis dans le 4e district du Texas, rassemblant 52 % des voix face au républicain John Wright. Facilement réélu jusqu'en 1990, il est reconduit par des scores plus serrés (souvent autour de 58 %) de 1992 à 2002.
Hall est longtemps considéré comme l'un des démocrates les plus conservateurs du Congrès[réf. nécessaire], soutenant par exemple le texan George W. Bush en 2000. Soupçonné de vouloir rejoindre le Parti républicain après la révolution républicaine de 1994, Hall franchit le pas dix ans plus tard en janvier 2004[réf. nécessaire]. À partir de novembre 2004, il est réélu tous les deux ans avec des scores compris entre 64 et 74 % des suffrages. Durant le 112e congrès, il préside la commission sur la science, l'espace et la technologie.
Alors qu'il avait toujours réuni plus de deux tiers des voix durant les primaires, Hall remporte difficilement les primaires républicaines en 2010 et 2012, avec moins de 60 % des suffrages,. Lors des élections de 2014, Hall est candidat à un 18e et dernier mandat à la Chambre des représentants,. Âgé de 91 ans, il est alors le représentant le plus âgé de l'histoire du Congrès américain. Ne rassemblant que 45 % des voix au premier tour de la primaire républicaine, il doit participer à un second tour face au maire de Heath John Ratcliffe (29 % des voix),. Il est finalement battu par Ratcliffe qui réunit 53 % des suffrages.